# Casbia glaucochroa
Casbia glaucochroa là một loài bướm đêm trong họ Geometridae.